# سانتیاگو لوپز (بازیکن فوتبال، زاده اوت ۱۹۹۷)
سانتیاگو لوپز (انگلیسی: Santiago López؛ زادهٔ ۱۵ اوت ۱۹۹۷) بازیکن فوتبال اهل آرژانتین است.